# Zgornji Kot
Zgornji Kot (nemško Zell-Oberwinkel) je naselje v Občini Sele v Okraju Celovec-dežela na Koroškem v Avstriji.